# André Trottier
André Trottier, originaire de Québec, est un écrivain québécois.

## Biographie
Originaire de Québec, André Trottier est professeur de littérature au Cégep de Sainte-Foy,.
En poésie, il fait paraître Les saisons de l'arche aux éditions Le Loup de gouttière en 2004. La même année, il publie un recueil de nouvelles qui s'intitule The Great Antonio et autres contes de cirque, chez Lanctôt Éditeur. En 2007, il publie Intersections (Marchand de feuilles, 2007),,,.

## Œuvres

### Poésie
- Les saisons de l'arche, avec des dessins de l'auteur, Québec, Le Loup de gouttière, 2004, 45 p.  (ISBN 2-89529-104-7)

### Nouvelles
- The Great Antonio et autres contes de cirque, Outremont, Lanctôt éditeur, 2004, 125 p.  (ISBN 2-89485-287-8)
- Intersections, Montréal, Marchand de feuilles, 2007, 108 p. (ISBN 978-2-922944-33-4)